# IS02
dynapocket IS02（だいなぽけっと あいえす ぜろに）は、東芝モバイルコミュニケーション社（以下東芝MC社）および東芝が国内向けに開発した、auブランドを展開するKDDIおよび沖縄セルラー電話のISシリーズのひとつで、CDMA 1X WIN対応フルスライド式スマートフォンである。製造型番はTSI01でメーカー型番はRP8-J01。NTTドコモ向け同型端末のdynapocket T-01B同様、東芝製世界モデルWindows Mobile端末K01の日本モデルとなる。東芝MC社が2010年10月に富士通の子会社である富士通東芝モバイルコミュニケーションズ（当時、現・FCNT）に移管されたため、au向けとしては唯一の東芝MC社が開発・製造・発売したスマートフォンとなった。

## 概要
同キャリア向けとしてはE30HT以来およそ1年1ヶ月ぶり、個人向け（ISシリーズ）としては2022年（令和4年）7月現在、最初にして最後のWindows Mobile 6.xに対応したスマートフォンである。同キャリア向けとしては初めてWindows Mobile 6.5.3 Professionalが工場出荷時から搭載される。 このほか、ユーザーインタフェースとしてドコモ向け同型端末のT-01B同様、東芝独自の「NX! UI」（エヌエックス ユーアイ）を搭載する。
2011年6月時点で、QWERTYキーボード付のスライド式スマートフォンとしては世界で最も薄い。
法人ユーザー向けだったE30HTとは異なり、基本的に個人ユーザーも意識した機種である。
本体の充電は同キャリア向けの他のスマートフォンと同様に、au専用の共通充電アダプタに付属品であるmicroUSB-18芯変換ケーブルを接続して行う。

## 沿革
- 2010年（平成22年）3月30日 - KDDI、および東芝より公式発表。
- 2010年4月7日 - テュフ・ラインランド・ジャパンより設計認証[1]。
- 2010年4月27日 - 連邦通信委員会（FCC）を通過[2]。
- 2010年4月30日 - Bluetooth認証機関を通過。
- 2010年6月24日 - 全国にて一斉発売。同時発表されたスマートブックのIS01より6日早く発売されたため、au向けの個人向けスマートフォンとしては事実上本機が最初となった。
- 2010年11月 - 関東地区にて販売終了。
- 2010年12月 - 北海道・北陸・中部・関西・中国・四国・九州地区にて販売終了。
- 2011年（平成23年）2月 - 東北地区にて販売終了。
- 2011年9月 - 沖縄地区にて販売終了。
- 2011年10月18日 - Microsoft My Phoneのサービスが終了。
- 2012年（平成24年）3月1日 - au Wi-Fi接続ツールに対応した。
- 2012年5月17日 - Windows Mobile 6.x Marketplace のサービスが終了[3]。
- 2012年7月22日 - L800MHz（旧800MHz帯・CDMA Banclass 3）帯エリアによる音声・通信サービスの停波によりそれ以降はN800MHz（新800MHz帯・CDMA Bandclass 0 Subclass 2）帯エリアおよび2GHz（CDMA Bandclass 6）帯エリアの各音声・通信サービスで利用する事となる。
- 2022年（令和4年）3月31日 - 同キャリアにおける3Gサービスの全面終了・全面停波により当端末は利用不可となる（Wi-Fi接続時除く）。

## 主な機能・サービス
ソフトウェアは内蔵のアプリの他、様々なサイトで公開されている。ダウンロードサイトにアクセスし、インストールすることも可能だが、PCでアプリをダウンロードし、Microsoft ActiveSync（Windows XP）またはWindows Mobile デバイスセンター（Windows VistaおよびWindows 7）を使い、USB経由でIS02へインストールすることも可能である。なおスマートフォンとしては世界初の緊急地震速報に対応している。ただしCメールを経由する。
- Microsoft My Phone
- Internet Explorer Mobile6
- Outlook Mobile（連絡先、予定、仕事）
- Office Mobile - Word Mobile、Excel Mobile、PowerPoint Mobile
- Mail、Messenger - Windows Live Messenger　Windows Live メール　Outlookメール等
- Windows Media Player Mobile - WMA(WMA9を含む)・WMV(ASFを含む)・MP3・MP4・AAC・M4A・M4A・M4V・H.264・AMR対応
- 自動ログイン機能
- 電卓
- 世界時計
- 天気予報アプリ
- ActiveSync - アプリケーションのインストールのほかに、PC上のMicrosoft OutlookとIS02のPIM（メール、予定表、連絡先、仕事）との同期ができる。企業利用であれば、Microsoft Exchange Serverとのリモートでの同期が図れる。その他に、音楽、動画、WordやExcelなどのファイルのPCとの共有などができる。
- Adobe Reader LE
- PhotoBase
- VideoEditor
- Bluetooth
- ボイスレコーダー
- タスクマネージャ
- 伝言メモ
- RSS・Hub
- ボイス短縮ダイヤル
- SIMマネージャ
- 手書きメモ
- ClipBook
- 名刺OmCR
- スマートフォンアドレス帳移行ツール
- いつもNAVI - GPS・電子コンパス対応。
- eBook Japan
- SPB Backup
- Cyber-SIGN - 発売時は未インストール、別途ダウンロードにて対応。
- Cメール - au独自の絵文字に対応。発売時は受信のみ、送信は2010年10月22日以降のアップデートにて別途対応[4]。ただし、ソフトウェア更新はWindowsがインストールされたPCからのみ可能で、IS02単体では行う事ができない。また、PCを利用できないユーザーには、auお客様センターに問い合わせることで、microSDカードに更新用データファイルが収録されている「IS02ソフトウェア更新ツール」が別途送付される。
- PCメール
- PCデータ通信機能
- NX ! UI
- au Wi-Fi接続ツール - 別途ダウンロードにて対応[5]

| 主な機能・対応サービス                                                                  | 主な機能・対応サービス                                           | 主な機能・対応サービス                                                           | 主な機能・対応サービス                                   |
| --------------------------------------------------------------------------------------- | ---------------------------------------------------------------- | -------------------------------------------------------------------------------- | -------------------------------------------------------- |
| LISMO! (着うたフル) (着うたフルプラス) (LISMOビデオクリップ) (LISMO Video) (LISMO Book) | EZケータイアレンジ                                               | バーコードリーダー&メーカー                                                      | PCサイトビューアー                                       |
| au BOX                                                                                  | ワイヤレスミュージック                                           | au Smart Sports Run & Walk Karada Manager ゴルフ フイットネス カロリーカウンター | EZナビウォーク                                           |
| EZ助手席ナビ                                                                            | 安心ナビ                                                         | 災害時ナビ 緊急地震速報                                                          | ナカチェン                                               |
| EZアプリ FullGame! Bluetooth対戦                                                        | EZアプリ(BREW)                                                   | オープンアプリプレイヤー                                                         | PCドキュメントビューアー                                 |
| アレンジメニュー                                                                        | au oneガジェット マルチプレイウィンドゥ クイックアクセスメニュー | じぶん銀行アプリ                                                                 | EZ FM                                                    |
| EZチャンネル EZチャンネルプラス EZニュースフラッシュ EZニュースEX                       | Bluetooth                                                        | Touch Message                                                                    | EZFeliCa                                                 |
| ケータイ de PCメール                                                                    | デコレーションメール                                             | デコレーションアニメ                                                             | au one メール                                            |
| 緊急通報位置通知                                                                        | ワンセグ                                                         | グローバルパスポート (CDMA・GSM)                                                 | 赤外線通信 (IrDA) 無線LAN機能 (Wi-Fi WIN) auフェムトセル |

- 安心セキュリティパック、およびauスマートパスは非対応。

## 注
1. ↑  Windows Mobile 6.x Marketplace のサービス終了について - 日本マイクロソフト 2012年5月18日、2013年3月1日閲覧。
2. ↑  IS02 ソフトウェア更新
3. ↑  auスマートフォンIS02 | 利用方法| au